# Sint-Remacluskerk (Fexhe-Slins)

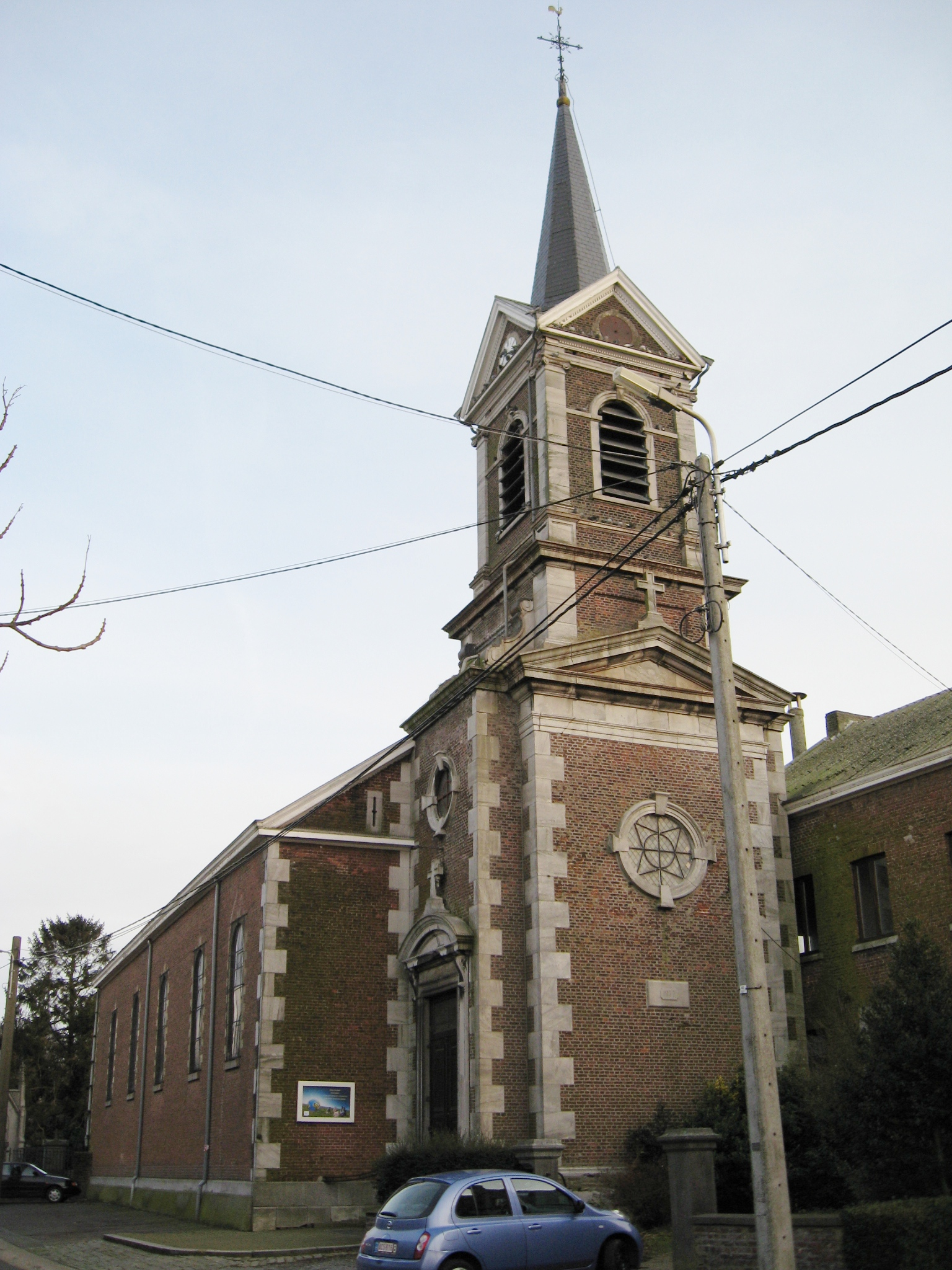
Sint-Remacluskerk

De Sint-Remacluskerk (Frans: Église Saint-Remacle) is de parochiekerk van Fexhe-Slins in de Belgische provincie Luik.

## Geschiedenis
Voor het eerst werd melding gemaakt van een kapel te Fexhe-Slins in 1304. Deze was ondergeschikt aan de parochie van Glaaien, en het doopsel moest in Glaaien worden toegediend. In 1481 werden de kerken van Fexhe en het naburige Slins samengevoegd, aangezien de inkomsten van de afzonderlijke parochies te klein waren. De priester moest beurtelings in Fexhe en in Slins wonen, maar in de praktijk woonde deze meestal te Slins, daar de pastorie van Fexhe in slechte staat verkeerde.
Pas in 1801 werd Fexhe-Slins/Slins tot volwaardige parochie verheven, onafhankelijk van Glaaien, en mocht er ook gedoopt worden. In 1838 werden de parochies Slins en Fexhe-Slins weer gescheiden.
De oudste kerk dateert van de 12e eeuw en werd gebouwd op initiatief van de heren van Fexhe, deze bewoonden het kasteel aan de huidige Rue de la Tour. Het betrof een romaanse kerk, gebouwd in silex. In 1658 werd de toren gerestaureerd. Deze bevatte drie klokken.
Hoewel in de loop der eeuwen tal van herstelwerkzaamheden werden uitgevoerd, beschouwde men in 1868 de kerk als onherstelbaar. Architect Halkin ontwierp een neoclassicistische kerk die van 1868-1877 werd gebouwd.
In 1970 kwam er weer één priester voor zowel Fexhe als Slins, waarmee de toestand, zoals die eeuwenlang heeft bestaan, weer werd hersteld.

## Gebouw
Het betreft een driebeukige bakstenen neoclassicistische kerk met voorgebouwde toren, welke rijk versierd is met natuurstenen elementen als hoekbanden, frontons, portaalomlijstingen en de topgevels van de toren, bekroond door een achtkante spits.

## Orgel
Het orgel werd gebouwd in 1851 door Molinghen Frères te Mortier. In 1974 werd dit orgel geklasseerd als monument.